# Basti (Stadt)
Basti (Hindi: बस्ती, Urdu: بستى Bastī [ˈbʌsti]) ist eine Stadt im indischen Bundesstaat Uttar Pradesh mit rund 115.000 Einwohnern (Volkszählung 2011).
Sie liegt im Nordosten Uttar Pradeshs 65 Kilometer westlich von Gorakhpur und 75 Kilometer östlich von Faizabad. Basti ist Verwaltungssitz des Distrikts Basti und der Division Basti.
Basti wurde im 17. Jahrhundert Sitz eines lokalen Rajas, hatte aber nie größere Bedeutung. Nachdem die Stadt 1801 unter britische Herrschaft gekommen war, wurde sie 1865 Distrikthauptstadt.
Durch Basti führt die nationale Fernstraße NH 28 von Lakhnau nach Barauni. Über die Eisenbahnstrecke von Lakhnau nach Gorakhpur ist Basti an das Eisenbahnnetz angeschlossen.